# Carlos González Reigosa
Carlos González Reigosa (A Abelaira de Lagoa-A Pastoriza, Lugo, 1948) és un narrador, assagista i periodista gallec.
Es va llicenciar en ciències polítiques a la Universitat Complutense i va estudiar periodisme en l'Escola de Periodisme de Madrid. Establert a Madrid, Carlos G. Reigosa és un dels autors més llegits i més venuts en gallec. Alguns dels seus títols, com Crime en Compostela (1984), novel·la que va guanyar el Premi Xerais i que inaugurà la novel·la negra en la literatura gallega, a més de ser un dels llibres més venuts en llengua gallega), Intramundi (2002) o Pepa a Loba (2006), representen el cim d'una aposta per acostar la literatura escrita en gallec al gran públic, bé per mitjà de la novel·la de gènere bé pels llibres periodístics.